# Союз караимов Польши
Союз караимов Польши (пол. Związek Karaimów Polskich; караимск. Birligi Esaw Karajłarnyn) — организация, действующая с 1997 года в городе Вроцлав, Польша.
Целью союза является популяризация караимской истории и культуры и организация караимских встреч и конференций на разных уровнях.
Деятельность Союза польских караимов финансово поддерживают Министерство культуры и национального наследия и Министерство внутренних дел и управления Польши, воеводства в регионе Нижней Силезии, управление городов Варшавы, Вроцлава, Гданьска.

## История создания и деятельность
В 1997 году на учредительном заседании в Варшаве было принято решение о создании Союза польских караимов под руководством Мариоли Абкович.
В 1999 году возобновлена деятельность ежеквартального историко-культурного журнала «Coś» (с 1988 года — «Awazymyz»), выходившего в 1980-х годах. Союз польских караимов взял на себя роль издателя. Тематический журнал начал публиковать материалы, адресованные, в первую очередь, караимскому обществу и всем интересующимся караимской тематикой, языком и современной жизнью караимов. Издательство журнала получило положительный отклик и интерес от караимов Польши, Литвы, Украины и России. Стало расти количество корреспондентов, желавших поделиться своими мыслями, воспоминаниями и опытом.
В 2007 году создан научный журнал Almanach Karaimski, публикующий труды по караимоведению и другим научным областям, которые по мнению редакторов имеют важное значение. К печати принимаются работы по истории, языкознанию, культурологии, обзоры и доклады на языках конференций: английском, немецком, французском, а также польском, русском и турецком языках.

## Ссылка
- Abkowicz M. Historia // Karaimi Polsy. Архивировано из источника 9 мая 2021 года. Процитировано 9 мая 2021 года.
- Святыни и проблемы сохранения этнокультуры крымских караимов // Материалы научно-практической конференции. — Симферополь: Доля, 2008.
- Яблоновская Н. В. Этнические масс-медиа караимов Польши // Психолингвистика. - 2012. - Вып. 10. - С. 337-343.